# Wereldkampioenschappen schermen 2003
De 51ste wereldkampioenschappen schermen werden gehouden in Havana, Cuba in 2003. De organisatie lag in de handen van de FIE.

## Resultaten

### Mannen
| Discipline         | Goud                                                                       | Goud | Zilver                                                       | Zilver | Brons                                                                 | Brons   |
| ------------------ | -------------------------------------------------------------------------- | ---- | ------------------------------------------------------------ | ------ | --------------------------------------------------------------------- | ------- |
| Floret individueel | Peter Joppich                                                              | GER  | Simone Vanni                                                 | ITA    | Andrea Cassarà Brice Guyart                                           | ITA FRA |
| Degen individueel  | Fabrice Jeannet                                                            | FRA  | Maksym Chvorost                                              | UKR    | Ulrich Robeiri Vitali Zacharov                                        | FRA BLR |
| Sabel individueel  | Volodymyr Loekasjenko                                                      | UKR  | Mihai Covaliu                                                | ROU    | Domonkos Ferjancsik Aldo Montano                                      | HUN ITA |
| Floret ploegen     | Andrea Cassarà Marco Ramacci Salvatore Sanzo Simone Vanni                  | ITA  | Wang Haibin Wu Hanxiong Ye Chong Zhou Rui                    | CHN    | Dominik Behr Ralf Bißdorf Peter Joppich André Weßels                  | GER     |
| Degen ploegen      | Pavel Kolobkov Sergej Kotsjetkov Alexej Seline Igor Toertsjin              | RUS  | Norman Ackermann Jörg Fiedler Christoph Kneip Wolfgang Raich | GER    | Robert Dingl Magnus Malmgren Fredrik Nilsson Péter Vánky              | SWE     |
| Sabel ploegen      | Aleksej Diatsjenko Aleksej Jakimenko Stanislav Pozdnjakov Sergej Tsjarikov | RUS  | Domonkos Ferjancsik Kende Fodor Balázs Lengyel Zsolt Nemcsik | HUN    | Dmytro Bojko Volodymyr Loekasjenko Oleh Sjtoerbabin Vladyslav Tretjak | UKR     |

### Vrouwen
| Discipline         | Goud                                                                      | Goud | Zilver                                                                  | Zilver | Brons                                                             | Brons   |
| ------------------ | ------------------------------------------------------------------------- | ---- | ----------------------------------------------------------------------- | ------ | ----------------------------------------------------------------- | ------- |
| Floret individueel | Valentina Vezzali                                                         | ITA  | Sylwia Gruchała                                                         | POL    | Aida Mohamed Roxana Scarlat                                       | HUN ROU |
| Degen individueel  | Natalia Konrad                                                            | UKR  | Maureen Nisima                                                          | FRA    | Cristiana Cascioli Na Li                                          | ITA CHN |
| Sabel individueel  | Dorina Mihai                                                              | ROU  | Tan Xue                                                                 | CHN    | Gioia Marzocca Aleksandra Socha                                   | ITA POL |
| Floret ploegen     | Sylwia Gruchała Magdalena Mroczkiewicz Anna Rybicka Małgorzata Wojtkowiak | POL  | Svetlana Bojko Jekaterina Joesjeva Jevgenia Lamonova Viktoria Nikisjina | RUS    | Laura Badea-Cârlescu Roxana Scarlat Cristina Stahl Réka Szabó     | ROU     |
| Degen ploegen      | Karina Aznavoerjan Oksana Jermakova Tatjana Logoenova Anna Sivkova        | RUS  | Claudia Bokel Imke Duplitzer Britta Heidemann Marijana Marković         | GER    | Adrienn Hormay Ildikó Mincza Tímea Nagy Hajnalka Tóth             | HUN     |
| Sabel ploegen      | Ilaria Bianco Alessandra Lucchino Gioia Marzocca Rosanna Pagano           | ITA  | Bao Yingying Huang Haiyang Tan Xue Zhang Ying                           | CHN    | Jelena Amirova Zjanna Sjoekajeva Anzjela Volkova Jelena Zjemajeva | AZE     |

## Medaillespiegel
| Plaats | Land         | Goud | Zilver | Brons | Totaal |
| 1      | Italië       | 3    | 1      | 4     | 8      |
| 2      | Rusland      | 3    | 1      | 0     | 4      |
| 3      | Oekraïne     | 2    | 1      | 1     | 4      |
| 4      | Duitsland    | 1    | 2      | 1     | 4      |
| 5      | Frankrijk    | 1    | 1      | 2     | 4      |
| 5      | Roemenië     | 1    | 1      | 2     | 4      |
| 7      | Polen        | 1    | 1      | 1     | 3      |
| 8      | China        | 0    | 3      | 1     | 4      |
| 9      | Hongarije    | 0    | 1      | 3     | 4      |
| 10     | Azerbeidzjan | 0    | 0      | 1     | 1      |
| 10     | Wit-Rusland  | 0    | 0      | 1     | 1      |
| 10     | Zweden       | 0    | 0      | 1     | 1      |
| Totaal | Totaal       | 12   | 12     | 18    | 42     |

1937 · 1938 · 1947 · 1948 · 1949 · 1950 · 1951 · 1952 · 1953 · 1954 · 1955 · 1956 · 1957 · 1958 · 1959 · 1961 · 1962 · 1963 · 1965 · 1966 · 1967 · 1969 · 1970 · 1971 · 1973 · 1974 · 1975 · 1977 · 1978 · 1979 · 1981 · 1982 · 1983 · 1985 · 1986 · 1987 · 1988 · 1989 · 1990 · 1991 · 1992 · 1993 · 1994 · 1995 · 1997 · 1998 · 1999 · 2000 · 2001 · 2002 · 2003 · 2004 · 2005 · 2006 · 2007 · 2008 · 2009 · 2010 · 2011 · 2012 · 2013 · 2014 · 2015 · 2016 · 2017 · 2018 · 2019 · 2022 · 2023